# Iwan Grigorjewitsch Pronin
Iwan Grigorjewitsch Pronin (russisch Иван Григорьевич Пронин; * 10. Oktober 1947 in Uchta) ist ein ehemaliger sowjetischer Skilangläufer.
Pronin belegte bei den Svenska Skidspelen 1971 den zweiten Platz mit der Staffel. Bei seiner einzigen Olympiateilnahme im Februar 1972 in Sapporo lief er auf den 15. Platz über 50 km. Im selben Jahr gewann er bei der Winter-Universiade in Lake Placid die Silbermedaille über 15 km und die Goldmedaille mit der Staffel. Zudem errang er dort den vierten Platz über 30 km. Bei sowjetischen Meisterschaften siegte er im Jahr 1970 mit der Staffel.